# Stade Alberto-Braglia
 (avril 2025).
Si vous disposez d'ouvrages ou d'articles de référence ou si vous connaissez des sites web de qualité traitant du thème abordé ici, merci de compléter l'article en donnant les références utiles à sa vérifiabilité et en les liant à la section « Notes et références ».
Le stade Alberto-Braglia est un stade de football de la ville de Modène, en Émilie-Romagne. 

## Histoire
Ce stade était également utilisé par l'équipe US Sassuolo de la saison 2008-2009 jusqu'à la saison 2012-2013, en raison de la non-conformité du stade de Sassuolo pour la serie B. Il a été utilisé pour quelques matches de qualification aux compétitions internationales de football : Italie-Féroe, Italie-Estonie et Italie-Malte notamment, mais aussi pour quelques matches amicaux de rugby (Italie-Fidji). Il a une capacité de 21 151 places.